# 琴国晃将
琴国 晃将（ことくに あきまさ、1978年7月10日 - ）は、岡山県真庭市（旧真庭郡勝山町）出身で佐渡ヶ嶽部屋に所属した元大相撲力士。本名は作田 幸寛（さくた ゆきひろ）。
現役時代の体格は身長186cm、体重157kg、血液型AB型。得意は左四つ、寄り、押し。最高位は西十両4枚目（2009年5月場所）。

## 来歴
1993年、先代（12代目）佐渡ヶ嶽親方（第53代横綱・琴櫻）にスカウトされ、中学卒業後入門。入門に至ったのは、先代佐渡ヶ嶽に「今日もランニングに筋トレか。自主的によく体を鍛えているんだな。」と感心されたからであった。
1994年の3月場所に前相撲で初土俵。9月場所に序二段、1996年7月場所に三段目、2000年3月場所から2002年3月場所、2002年7月場所から2006年7月場所、2006年11月場所から2008年11月場所まで幕下。
2007年琴光喜の大関取りの場所で付き人を務め、大関昇進のインタビューでは「付き人が心の支えだった」と琴光喜は答えた。
2008年11月場所、東幕下10枚目で全勝優勝。7勝目を飾る一番の際には花道奥に大関琴光喜、琴奨菊が見守った。11月26日に2009年1月場所での十両昇進が発表された。史上2位タイのスロー出世。
十両昇進後、2場所連続で9勝6敗の成績を修め、2009年5月場所では自己最高位の西十両4枚目までに番付を上げたが、その場所で3勝12敗に終わり東十両14枚目に降格、さらにその7月場所では1勝14敗に終わり、翌9月場所で一気に東幕下13枚目へ陥落した。
幕下陥落後も3場所連続で負け越し、2010年3月場所は三段目陥落間近の西幕下55枚目まで番付を下げた。ここから5場所連続で勝ち越し、2011年1月場所は再び西幕下13枚目まで番付を戻した（この場所は2勝5敗）。2013年3月場所では東幕下3枚目まで番付を戻し、6番相撲を終えて3勝3敗と関取復帰へ望みを繋いだが、7番相撲で十両の木村山との取組に敗れて惜しくも負け越し、関取復帰はならなかった。
2013年7月場所は東幕下5枚目の地位で土俵に上がり、7番相撲の隆の山戦で敗れて3勝4敗となって勝ち越しを逃したばかりか投げを受けた際に腰を強打した。8月下旬に東京都内の病院にて手術を受け、その影響で翌9月場所は全休し、11月場所で復帰するも2場所連続負け越し。
2014年1月場所、西幕下60枚目で14日目の能登東戦に勝ったのを最後に、日本相撲協会に引退届を提出した。同年4月27日にはホテルイースト21東京にて断髪式と結婚披露宴が行われ、止め鋏は師匠の佐渡ヶ嶽が入れた。

## 主な成績

### 通算成績
- 通算成績：435勝414敗9休 勝率.512
- 十両成績：22勝38敗 勝率.367
- 現役在位：119場所
- 十両在位：4場所
- 各段優勝
  - 幕下優勝：1回（2008年11月場所）

### 場所別成績
| | 一月場所 初場所（東京） | 三月場所 春場所（大阪） | 五月場所 夏場所（東京） | 七月場所 名古屋場所（愛知） | 九月場所 秋場所（東京） | 十一月場所 九州場所（福岡） |
| --- | ----------------------- | ----------------------- | ----------------------- | --------------------------- | ----------------------- | --------------------------- |
| 1994年 （平成6年） | x                       | （前相撲）              | 西序ノ口23枚目 3–4      | 東序ノ口31枚目 6–1          | 東序二段130枚目 3–4     | 西序二段149枚目 4–3         |
| 1995年 （平成7年） | 東序二段124枚目 2–5     | 東序二段155枚目 5–2     | 東序二段100枚目 4–3     | 東序二段76枚目 3–4          | 東序二段104枚目 3–4     | 東序二段122枚目 4–3         |
| 1996年 （平成8年） | 東序二段92枚目 6–1      | 東序二段20枚目 3–4      | 東序二段45枚目 6–1      | 西三段目82枚目 2–5          | 西序二段14枚目 4–3      | 東三段目93枚目 5–2          |
| 1997年 （平成9年） | 西三段目59枚目 1–6      | 西序二段2枚目 1–6       | 西序二段42枚目 6–1      | 東三段目81枚目 4–3          | 西三段目64枚目 3–4      | 東三段目80枚目 5–2          |
| 1998年 （平成10年） | 東三段目50枚目 2–5      | 西三段目75枚目 3–4      | 東三段目90枚目 4–3      | 東三段目71枚目 5–2          | 西三段目41枚目 5–2      | 東三段目16枚目 2–5          |
| 1999年 （平成11年） | 西三段目40枚目 4–3      | 西三段目28枚目 4–3      | 西三段目14枚目 3–4      | 西三段目26枚目 2–5          | 東三段目48枚目 5–2      | 東三段目23枚目 4–3          |
| 2000年 （平成12年） | 西三段目10枚目 4–3      | 東幕下59枚目 5–2        | 東幕下42枚目 4–3        | 西幕下35枚目 3–4            | 東幕下44枚目 4–3        | 東幕下35枚目 4–3            |
| 2001年 （平成13年） | 東幕下27枚目 4–3        | 西幕下20枚目 4–3        | 西幕下16枚目 3–4        | 西幕下23枚目 4–3            | 東幕下17枚目 3–4        | 西幕下24枚目 2–5            |
| 2002年 （平成14年） | 東幕下40枚目 4–3        | 東幕下35枚目 1–6        | 西三段目3枚目 6–1       | 東幕下30枚目 2–5            | 東幕下52枚目 6–1        | 東幕下22枚目 2–5            |
| 2003年 （平成15年） | 東幕下39枚目 5–2        | 東幕下24枚目 4–3        | 西幕下17枚目 3–4        | 西幕下24枚目 5–2            | 東幕下15枚目 4–3        | 西幕下11枚目 4–3            |
| 2004年 （平成16年） | 西幕下6枚目 3–4         | 東幕下14枚目 4–3        | 東幕下10枚目 2–5        | 西幕下17枚目 4–3            | 東幕下14枚目 5–2        | 東幕下7枚目 4–3             |
| 2005年 （平成17年） | 西幕下3枚目 1–6         | 東幕下22枚目 4–3        | 西幕下17枚目 2–5        | 西幕下31枚目 4–3            | 西幕下25枚目 1–6        | 西幕下48枚目 5–2            |
| 2006年 （平成18年） | 西幕下33枚目 5–2        | 西幕下22枚目 4–3        | 西幕下16枚目 1–6        | 東幕下41枚目 2–5            | 東三段目筆頭 5–2        | 西幕下43枚目 6–1            |
| 2007年 （平成19年） | 西幕下18枚目 1–6        | 東幕下47枚目 5–2        | 東幕下34枚目 2–5        | 東幕下50枚目 4–3            | 西幕下40枚目 5–2        | 東幕下27枚目 5–2            |
| 2008年 （平成20年） | 西幕下15枚目 4–3        | 東幕下11枚目 3–4        | 東幕下17枚目 5–2        | 西幕下8枚目 4–3             | 西幕下6枚目 3–4         | 東幕下10枚目 優勝 7–0       |
| 2009年 （平成21年） | 西十両14枚目 9–6        | 東十両8枚目 9–6         | 西十両4枚目 3–12        | 東十両14枚目 1–14           | 東幕下13枚目 2–5        | 東幕下26枚目 2–3–2          |
| 2010年 （平成22年） | 西幕下41枚目 2–5        | 東幕下55枚目 4–3        | 西幕下45枚目 4–3        | 西幕下38枚目 5–2            | 西幕下24枚目 4–3        | 西幕下17枚目 4–3            |
| 2011年 （平成23年） | 西幕下13枚目 2–5        | 八百長問題 により中止   | 東幕下26枚目 5–2        | 東幕下10枚目 2–5            | 東幕下18枚目 2–5        | 西幕下29枚目 5–2            |
| 2012年 （平成24年） | 西幕下21枚目 5–2        | 東幕下12枚目 3–4        | 西幕下18枚目 3–4        | 東幕下24枚目 4–3            | 西幕下19枚目 5–2        | 西幕下8枚目 4–3             |
| 2013年 （平成25年） | 東幕下6枚目 4–3         | 東幕下3枚目 3–4         | 東幕下6枚目 4–3         | 東幕下5枚目 3–4             | 東幕下11枚目 休場 0–0–7 | 西幕下51枚目 3–4            |
| 2014年 （平成26年） | 西幕下60枚目 引退 3–4–0 | x                       | x                       | x                           | x                       | x                           |
| 各欄の数字は、「勝ち-負け-休場」を示す。 優勝 引退 休場 十両 幕下 三賞：敢=敢闘賞、殊=殊勲賞、技=技能賞 その他：★=金星 番付階級：幕内 - 十両 - 幕下 - 三段目 - 序二段 - 序ノ口 幕内序列：横綱 - 大関 - 関脇 - 小結 - 前頭（「#数字」は各位内の序列） |                         |                         |                         |                             |                         |                             |

## 改名歴
- 琴作田 幸寛（ことさくた ゆきひろ） - 1994年3月場所-1999年9月場所
- 琴国 晃将（ことくに あきまさ） - 1999年11月場所-2014年1月場所